# Stade de l'Armée
Le stade de l'Armée (Estadio del Ejército), ou stade Colonel Guillermo Reyes Gramajo, est un stade de football situé à Guatemala.
Il est la propriété du ministère de la Défense du Guatemala. Le stade a notamment accueilli l'équipe de football d'Aurora Fútbol Club. Le stade a une capacité de 12 453 places.